# Carresse-Cassaber
Carresse-Cassaber è un comune francese di 617 abitanti situato nel dipartimento dei Pirenei Atlantici nella regione della Nuova Aquitania.

## Società

### Evoluzione demografica

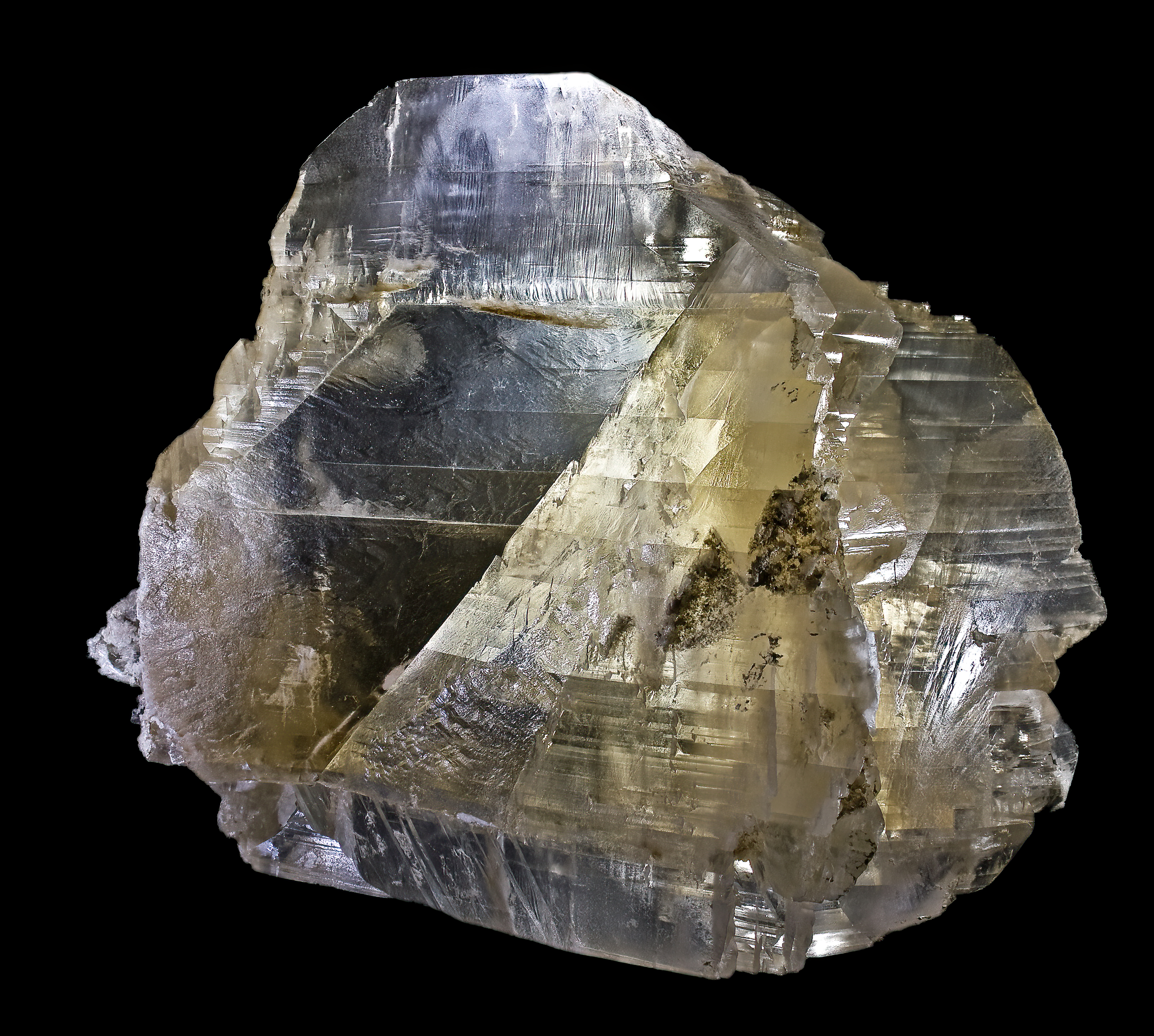
Gypse Caresse

Abitanti censiti